# Comuna Dobrești, Argeș
Dobrești este o comună în județul Argeș, Muntenia, România, formată din satele Dobrești (reședința) și Furești.

## Așezare
Comuna se află la marginea estică a județului, la limita cu județul Dâmbovița, pe malurile Râului Grecilor (un afluent al Cârcinovului). Este străbătută de șoseaua județeană DJ702, care o leagă spre sud de Beleți-Negrești, Priboieni și Topoloveni (unde se termină în DN7) și spre nord-est de Boțești și mai departe în județul Dâmbovița de Cândești.
Localitatea Dobrești este situată în Piemontul Cândești, zonă de deal la circa 450 m altitudine. Este situată la 20 km de orașul Topoloveni, la 40 km de Pitești, la 110 km de București, la circa 80 km deTârgoviște, și la circa 80 km de Câmpulung Muscel (fostă capitală administrativă a județului Mușcel de care a aparținut cândva).
La răsărit principalele văi sunt valea Suseni-Bogați-Leordeni, valea Schei, și valea râului Dâmbovița. La apus este valea Negrești-Lențea și valea Argeșelului. Orașele Târgoviște și Pitești sunt fiecare la circa 25 km în linie dreaptă.
Teritoriul comunei este aproximativ cu un dreptunghi de 8 x 6,5 km, cam 52 km pătrați. Ca vecini sunt satele/localitățile Boțești, Greci, Schei (jud.DB), Suseni (com. Bogați, Argeș), Beleți, Negrești, Zgripcești, Lențea.
Către nord-vest sunt munții Iezer-Păpușa, nord Piatra Craiului, iar în nord-est munții Leaota și Bucegii. Munții Leota sunt cei mai apropiați, la circa 50 km.

## Istorie
Existența anterioară a unei comunități umane pe teritoriul actual al localității Dobrești este atestată prin topoare de piatră din epoca neolitică și monede geto-dacice, imitații de tip Filip al II-lea depistate în diverse puncte din aria satului.
La sfârșitul secolului al XIX-lea, comuna făcea parte din plasa Podgoria a județului Muscel și era formată din satele Haitești, Cercei și Furești, având în total 1052 de locuitori ce trăiau în 254 de case. În comună existau cinci mori sau făcaie, trei biserici și o școală cu 40 de elevi (dintre care 5 fete). Anuarul Socec din 1925 o consemnează în aceeași plasă, având 1596 de locuitori în satele Dobrești și Furești.
În 1950, comuna a fost transferată raionului Topoloveni și din 1961 raionului Găești din regiunea Argeș. În 1968, a trecut la județul Argeș.

## Toponimie
Dobrești - toponim format pe baza antroponimicului Dobre (la origine, slav. dobru = „bun”) + sufixul -ești, care indică organizarea socială pe bază de obște a localității). Potrivit tradiției orale locale, numele așezării ar proveni de la numele unui căpitan sârb din oastea lui Mihai Viteazul - Dobrici sau Dobrotici.
Furești - toponim format pe baza antroponimicului Furea, având, la origine, substantivul fur (învechit și popular) = „hoț” + sufixul - ești, care indică organizarea socială pe bază de obște a localității.

## Demografie
Componența etnică a comunei Dobrești
     Români (88,12%)
     Alte etnii (0%)
     Necunoscută (11,88%)
Componența confesională a comunei Dobrești
     Ortodocși (87,52%)
     Alte religii (0,48%)
     Necunoscută (12%)
Conform recensământului efectuat în 2021, populația comunei Dobrești se ridică la 1.650 de locuitori, în scădere față de recensământul anterior din 2011, când fuseseră înregistrați 1.808 locuitori. Majoritatea locuitorilor sunt români (88,12%), iar pentru 11,88% nu se cunoaște apartenența etnică. Din punct de vedere confesional, majoritatea locuitorilor sunt ortodocși (87,52%), iar pentru 12% nu se cunoaște apartenența confesională.

## Politică și administrație
Comuna Dobrești este administrată de un primar și un consiliu local compus din 11 consilieri. Primarul, Irinel Georgescu[*], de la Partidul Social Democrat, este în funcție din 2012. Începând cu alegerile locale din 2024, consiliul local are următoarea componență pe partide politice:
|  | Partid                             | Consilieri | Componența Consiliului | Componența Consiliului | Componența Consiliului | Componența Consiliului |
|  | ---------------------------------- | ---------- | ---------------------- | ---------------------- | ---------------------- | ---------------------- |
|  | Partidul Social Democrat           | 4          |                        |                        |                        |                        |
|  | Partidul Național Liberal          | 2          |                        |                        |                        |                        |
|  | Partidul Mișcarea România Suverană | 2          |                        |                        |                        |                        |
|  | Alianța pentru Unirea Românilor    | 1          |                        |                        |                        |                        |
|  | Partidul Puterii Umaniste          | 1          |                        |                        |                        |                        |
|  | Forța Dreptei                      | 1          |                        |                        |                        |                        |

## Specific arhitectural
Specificul arhitectural constă în arhitectura populară tradițională caracteristică zonei Muscel. Majoritatea construcțiilor de locuit edificate la sfârșitul secolului al XIX-lea sunt etajate, specificul ocupațiilor locale punându-și amprenta pe modalitatea de organizare a interioarelor, întrucât parterul este amenajat pentru depozitarea produselor pomicole. Etajul este destinat în exclusivitate locuinței, al cărei aspect interior relevă utilizarea generalizată a textilelor de casă (chilimuri, macaturi, ștergare de perete) - reflex al unei industrii casnice textile cu o remarcabilă tradiție în localitate. Monumente de arhitectură populară tradițională sunt următoarele: 
1. Casa Gheorghe Marinescu prezintă două niveluri: beci (la parter), tindă și camere de locuit (la etaj) și prispă pe întreaga fațadă principală, cu acces de la parter asigurat pe o scară mascată de un parapet.
2. Casa Badea Stancu - are pereți de lemn, un beci la parter și tindă încadrată de două camere, la etaj, prispa fiind dispusă pe două laturi.
3. Casa Dumitrăchescu - este tipică sfârșitului de secol XIX, în casă funcționând dispensarul uman local.

## Patrimoniul cultural-istoric
Biserica «AMD» Dobrești (1924-1937) - a fost ctitorită cu sprijinul financiar de la Ministerul Cultelor, Primăria Dobrești, ing. N. Malaxa. Intervențiile ulterioare au vizat reparațiile la acoperiș. Pictura murală a fost executată de Ion Dogărescu din Rucăr și Vasile Blendea din Văleni-Dâmbovița (1937).
Biserica «ÎD» Dobrești (1865-1868) - a fost ctitorită de obștea satului, în locul unei biserici de lemn „ruinate”, pe fosta moșie a vornicului Radu Golescu. Intervențiile au vizat desființarea zidului despărțitor dintre naos și pronaos și adăugarea pridvorului (1902), cu cheltuiala „ctitorilor de refacere” (preot I. Dumitrăchescu și enoriașii parohiei). Pictura murală a fost realizată de Ion Dogărescu. 
Crucea de piatră de la Dobrești situată lângă casa Șetranu Gheorghe. 
Monumente eroi: 1. Dobrești (1916-1918; 1941-1945) realizat de N. Kaghiorghis (1921) și situat lângă Primăria Dobrești și 2. Furești (1916-1918; 1941-1945) realizat de N. Kaghiorghis, lângă Școala generală Furești. 
Căminul cultural - construcție modernă, etajată, amplasată în centrul satului Dobrești, fiind construit prin contribuția a omului politic român, Ion Mihalache. 

## Cultură
La Dobrești se află Casa Memorială a lui Ion Mihalache, fostul ministru în mai multe guverne interbelice, fost președinte al Partidului Național Țărănesc, care a sfârșit în închisoarea comunistă de la Râmnicu-Sărat, în 1963.

### Personalități
CREȚU, Gheorghe (1880-1956) - preot, confesor militar. Preot al parohiei Budișteni (1906-1916), confesor în cursul participării operaționale a României la Primul Război Mondial (1916-1918) și ulterior (1919-1921). Participare efectivă la acțiunea de înființare a școlilor românești postbelice în Basarabia; cultivare, prin conferințe, a patriotismului în unitățile militare românești de pe front.
IONESCU, Ion (1922-2004) - preot, dirijor al unor colective corale din: Călinești, Căteasca, Dobrești, Leordeni, Negrești, Priboieni, Ștefănești, Topoloveni, Țigănești laureate la concursurile de gen inițiate pe plan național. Distins cu titlul de „iconom stavrofor” și „Crucea patriarhală”.
ȘETRARU, Nicolae (1907-2001) - profesor, animator al muzicii corale românești, inițiatorul de factor al Societății corale „Vraja” (1935), al cărei dirijor a fost de la înființare până în anul 1960.
- Ion Baicu (1914 - 1985), inginer, fost ministru.

## Legături Externe cu Detalii
```
      1. 
https://dargeom.blogspot.com/p/dobresti-arges-romania.html

      2. 
https://dargeom.blogspot.com/p/dobresti-arges-romania-harti-si-imagini.html

      3. 
https://dargeom.blogspot.com/p/dobresti-arges-romania-cu-performante.html

      4. 
https://dargeom.blogspot.com/p/dobresti-scoala-si-personalitati.html

      5. 
https://dargeom.blogspot.com/p/ion-mihalache-un-pastor-martir-al.html

      6. 
https://dargeom.blogspot.com/p/preotul-ioan-popescu-un-dobrestean.html

      7. 
https://dargeom.blogspot.com/p/preotul-erou-gheorghe-c-cretu-si-marea.html
```